# قرار مجلس الأمن التابع للأمم المتحدة رقم 563
قرار مجلس الأمن التابع للأمم المتحدة رقم 563، الذي اتخذ بالإجماع في 21 أيار / مايو 1985، نظراّ لتقرير قدمه الأمين العام بشأن قوة الأمم المتحدة لمراقبة فض الاشتباك. وأشار المجلس إلى الجهود التي يبذلها لإحلال سلام دائم وعادل في الشرق الأوسط، ولكنه أعرب أيضا عن قلقه إزاء حالة التوتر السائدة في المنطقة.
وقرر القرار دعوة الأطراف المعنية إلى التنفيذ الفوري للقرار 338 (1973)، وجدد ولاية قوة المراقبة لستة أشهر أخرى حتى 30 نوفمبر 1985، وطلب من الأمين العام تقديم تقرير عن الوضع في النهاية تلك الفترة.